# Banū Bariq
I Bariq (in arabo بنو بارق‎?, Banū Bāriq) furono un gruppo tribale arabo, ritenuto emigrato nella Penisola arabica dallo Yemen nell'anno 250.
I Bariq sarebbero provenuti dalla città di Ma'rib capitale dei Sabei in seguito ad un'inondazione che avrebbe spazzato via la diga e di cui parlerebbe anche il Corano; l'episodio avrebbe dato origine al modo di dire "Si dispersero come il popolo di Saba" e si riferisce a quest'esodo storico.
Gli emigranti avrebbero fatto parte della tribù araba yemenita degli Azd. Bāriq, con la sua famiglia, avrebbe raggiunto il settentrione della penisola (le terre della Asir geografica).